# Malische Fußballnationalmannschaft
Die malische Fußballnationalmannschaft ist die Auswahl der besten malischen Fußballspieler. Der Spitzname der Mannschaft lautet „Die Adler“ (Les Aigles). Mali konnte sich bisher noch nie für eine Weltmeisterschaft qualifizieren. Obwohl der Verband schon seit 1962 Mitglied der FIFA ist, nahm Mali zum ersten Mal im Jahr 2000 an einer WM-Qualifikation teil.

## Turniere

### Weltmeisterschaft
- 1930 bis 1962 – nicht teilgenommen
- 1966 – zurückgezogen
- 1970 bis 1990 – nicht teilgenommen
- 1994 und 1998 – zurückgezogen
- 2002 bis 2022 – nicht qualifiziert

### Afrikameisterschaft
- 1957 bis 1963 – nicht teilgenommen
- 1965 bis 1970 – nicht qualifiziert
- 1972 in  Kamerun – Zweiter Platz
- 1974 in der  Ägypten – nicht qualifiziert
- 1976 in  Äthiopien – nicht qualifiziert
- 1978 in  Ghana – disqualifiziert
- 1980 in  Nigeria – nicht teilgenommen
- 1982 bis 1986 – nicht qualifiziert
- 1988 in  Marokko – zurückgezogen
- 1990 in  Algerien – nicht qualifiziert
- 1992 im  Senegal – nicht qualifiziert
- 1994 in  Tunesien – Vierter Platz
- 1996 bis 2000 – nicht qualifiziert
- 2002 in  Mali – Vierter Platz
- 2004 in  Tunesien – Vierter Platz
- 2006 in  Ägypten – nicht qualifiziert
- 2008 in  Ghana – Vorrunde
- 2010 in  Angola – Vorrunde
- 2012 in  Gabun und  Äquatorialguinea – Dritter Platz
- 2013 in  Südafrika – Dritter Platz
- 2015 in  Äquatorialguinea – Vorrunde (durch Losentscheid ausgeschieden)
- 2017 in  Gabun – Vorrunde
- 2019 in  Ägypten – Achtelfinale
- 2022 in  Kamerun – Achtelfinale
- 2024 in der  Elfenbeinküste – Viertelfinale
- 2025 in  Marokko – qualifiziert

### Afrikanische Nationenmeisterschaft
Bei dieser Meisterschaft sind nur Spieler spielberechtigt, die in den nationalen Meisterschaften ihrer Heimatländer spielen. Die Spiele werden von der FIFA als Freundschaftsspiele oder nicht gezählt.
- 2009 in der Elfenbeinküste: nicht qualifiziert
- 2011 im Sudan: Vorrunde
- 2014 in Südafrika: Viertelfinale
- 2016 in Ruanda: Zweiter Platz
- 2018 in Marokko: nicht qualifiziert
- 2020 in Kamerun: Zweiter Platz (Turnier wurde in den Januar 2021 verschoben)
- 2023 in Algerien: Vorrunde

### Amilcar Cabral-Cup
- 1979 Zweiter
- 1980 Vorrunde
- 1981 Zweiter
- 1982 Dritter
- 1983 Dritter
- 1984 Dritter
- 1985 Dritter
- 1986 Vorrunde
- 1987 Zweiter
- 1988 Zweiter
- 1989 Sieger
- 1991 Vorrunde
- 1993 Vierter
- 1995 Vorrunde
- 1997 Sieger
- 2000 Vierter
- 2001 Dritter
- 2005 Dritter
- 2007 Sieger (B-Mannschaft)

## Rekordspieler
Stand: 19. November 2024

Von den 2024 eingesetzten Spielern hat Djigui Diarra die meisten Spiele (67) bestritten.
| #  | Spieler            | Spiele | Tore | Zeitraum  |
| -- | ------------------ | ------ | ---- | --------- |
| 1  | Seydou Keita       | 102    | 25   | 1998–2015 |
| 2  | Mahamadou Sidibé   | 97     | 0    | 1996–2010 |
| 3  | Bassala Touré      | 95     | 17   | 1992–2008 |
| 4  | Adama Tamboura     | 89     | 0    | 2004–2015 |
| 5  | Adama Coulibaly    | 87     | 1    | 1998–2014 |
| 6  | Soumaila Coulibaly | 83     | 14   | 1995–2009 |
| 7  | Mahamadou Diarra   | 73     | 7    | 1998–2012 |
| 8  | Djigui Diarra      | 67     | 0    | 2015–     |
| 9  | Adama Traoré       | 61     | 9    | 2013–     |
| 10 | Modibo Maïga       | 58     | 12   | 2007–2016 |
| 10 | Hamari Traoré      | 58     | 3    | 2015–     |
| 12 | Ousmane Farota     | 57     | 0    | 1985–1997 |
| 13 | Fousseni Diawara   | 56     | 0    | 2001–2015 |

| #  | Spieler            | Tore | Spiele | Zeitraum  |
| -- | ------------------ | ---- | ------ | --------- |
| 1  | Seydou Keita       | 25   | 102    | 1998–2015 |
| 2  | Frédéric Kanouté   | 23   | 39     | 2004–2010 |
| 3  | Bassala Touré      | 17   | 95     | 1992–2008 |
| 4  | Cheick Diabaté     | 15   | 38     | 2005–2016 |
| 5  | Soumaila Coulibaly | 14   | 83     | 1995–2009 |
| 5  | Yaya Mamadou Dissa | 14   | 42     | 1995–2001 |
| 7  | Ibrahima Koné      | 13   | <30    | 2017–     |
| 8  | Modibo Maïga       | 12   | 58     | 2007–2016 |
| 8  | Falaye Sacko       | 12   | 42     | 2017–     |
| 10 | Salif Keïta        | 11   | 26     | 1963–1972 |
| 11 | Mamadou Diallo     | 10   | 45     | 2001–2010 |
| 11 | Mahamadou Dissa    | 10   | 35     | 1997–2008 |
| 11 | Kamory Doumbia     | 10   | <30    | 2022–     |

## Trainer
- Karl-Heinz Weigang (1970–1973)
- Henryk Kasperczak (2001–2002)
- Christian Dalger (2002–2003)
- Henri Stambouli (2003–2004)
- Alain Moizan (2004)
- Mamadou Keita (2004–2005)
- Pierre Lechantre (2005–2006)
- Amadou Pathé Diallo (2006) interim
- Jean-François Jodar (2006–2008)
- Stephen Keshi (2008–2010)
- Alain Giresse (2010–2012)
- Amadou Pathé Diallo (2012) interim
- Patrice Carteron (2012–2013)
- Amadou Pathé Diallo (2013) interim
- Henryk Kasperczak (2013–2015)
- Alain Giresse (2015–2017)
- Mohamed Magassouba (2017–2022)
- Éric Chelle (2022–2024)
- Tom Saintfiet (seit 2024)

## Besondere Vorkommnisse
Im März 2005 kam es in Bamako zu Randalen, nachdem Mali ein WM-Qualifikationsspiel gegen Togo mit 1:2 verloren hatte.
Im Rahmen eines Qualifikationsspiels zum Afrika-Cup 2022 wurden am 16. November 2020 sämtliche Spieler dem Protokoll der Confédération Africaine de Football (CAF) nach auf SARS-CoV-2 in Zusammenhang mit der COVID-19-Pandemie getestet. Am 17. November fielen acht Ergebnisse positiv aus. Die Spieler wurden umgehend isoliert und nahmen am 17. November nicht am Länderspiel teil. Durch einen 2:1-Sieg in Namibia konnte sich Mali aber vorzeitig für den Afrika-Cup 2022 qualifizieren.